# Tesla Powerwall

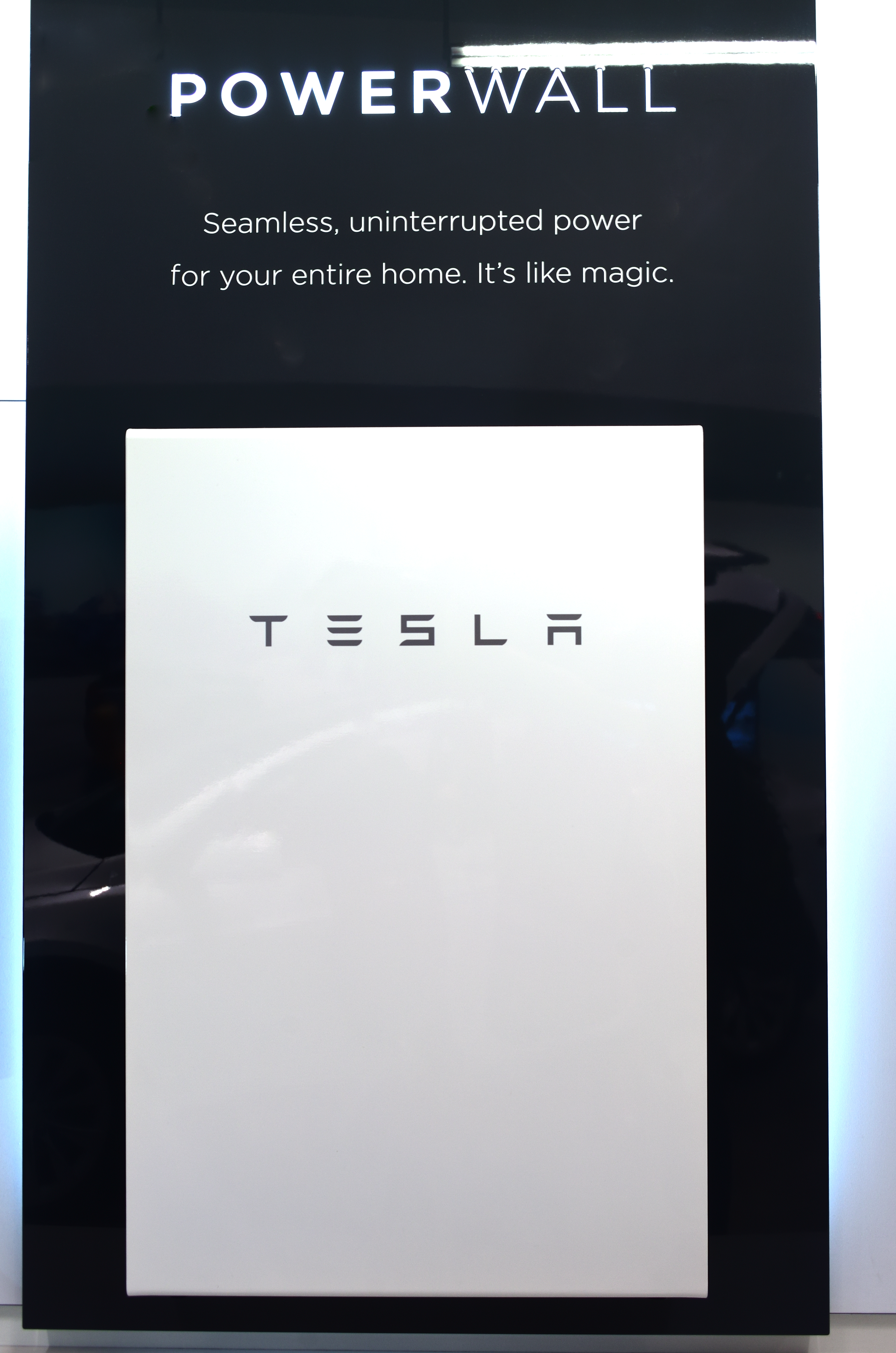
Tesla Powerwall 2

Tesla Powerwall — бытовая система накопления электрической энергии на основе литий-ионной аккумуляторной батареи, разработанная и продаваемая компанией Tesla и предназначеная для сохранения энергии в целях бытового использования, сдвига нагрузки потребления, а также резервного питания.
Промышленная система накопления электрической энергии компании Tesla называется Tesla Megapack.
По состоянию на апрель 2025 года компания продавала бытовые системы накопления энергии Powerall 3, Powerwall 2 и Powerwall+, которые снабжены аккумуляторной батареей 13,5 кВт·ч.

## История
30 апреля 2015 года было объявлено, что цены для установщиков стартуют от $3000 за батарею 7 кВт·ч и от $3500 за 10 кВт·ч. В стоимость не включены инверторы и установка. Аналитики, ожидавшие, что стоимость батареи 10 кВт·ч будет достигать $13000, предрекают, что меньшая цена вынудит конкурентов следовать за ценой Powerwall (Tesla).
Устройства будут продаваться в том числе компании SolarCity, которая запустила пилотный проект в 500 домах штата Калифорнии по использованию аккумуляторов 10 кВт·ч.
Большая батарея на 100 кВт·ч называется PowerPack. Она доступна для заказа промышленными потребителями, цена за пункт достигает 250 $/(кВт·ч).
По состоянию на май 2015 г. производитель устройств загружен заказами до середины 2016 г. За первые несколько недель после презентации продукта предварительных заказов на PowerWall поступило на 50 000 штук ($179 миллионов), а на PowerPack — 25 000 штук ($625 миллионов). Таким образом, совокупная стоимость заказов превысила $800 миллионов.
После Марта 2016 была доступна 6.4 кВт*ч версия.
- Вес: 100 кг;
- Температура использования: от минус 20 °C до 43 °C;
- Напряжение: 350–450 вольт;
- Ток: 9А
- Мощность: 3.3 кВт
- Размер: 1300×860×180 мм;
- Модели: 6.4 кВт·ч  (изначально - 10 кВт·ч или 7 кВт·ч);
- Цена: 3500$ / 3000$;
- Гарантия: 10 лет

В 2016 году генеральный директор Tesla представил новую модель солнечных батарей и улучшенную модель Powerwall в Лос-Анджелесе. Солнечные батареи, встраиваемые в крышу дома, кажутся невидимыми благодаря особым плитам разного цвета и текстуры, которые покрывают всю крышу. По словам Илона Маска, секрет этих плит в специальном покрытии и угле обзора. Стекло из кварца в панелях очень прочное, поэтому батарея не изнашивается. Энергонакопитель стоил 5 500 долларов, его мощность равна 14 кВт⋅ч. Этого достаточно, чтобы освещать четырёхкомнатный дом в течение дня и отапливать помещение ночью.
По состоянию на апрель 2019 года стоимость полностью установленной Tesla Powerwall 2 в Австралии составляла от 11 000 до 13 000 австралийских долларов или 1 600 долларов США в США.